# Saul (toneelstuk)
Saul is een toneelstuk geschreven door Hans Wiers-Jenssen in 1916.

## Toneelstuk
Het is een Bijbeltoneelstuk over koning Saul; er zijn dan ook rollen weggelegd voor Jonatan en Michal. Het stuk is verdeeld in vijf akten. De eerste uitvoering vond plaats in het Nationaltheatret in Oslo. De schrijver/acteur speelde niet mee in zijn eigen werk, hij voerde wel de regie. 

## Muziek
De ongeveer vijftien voorstellingen werden omlijst door muziek gecomponeerd door Johan Halvorsen. Hij was muzikaal leider van het theater en dirigent van het theaterorkest. Het toneelstuk kwam nooit meer “terug” in het theater (gegevens 2012) en de muziek verdween in manuscriptvorm in de la. Pas bij de bestudering van zijn portofolio aan muziek in zijn nalatenschap kwam het weer boven tafel.